# Hey, Man!
Hey, Man! is de vierde single van het debuutalbum Whoa, Nelly! van Nelly Furtado. Hey, Man! bevat een sample van "'White Man Sleeps'" van de cd Pieces Of Africa van Kronos Quartet en is geproduceerd door Gerald Eaton van The Philosopher Kings. Het nummer was oorspronkelijk anders, maar er werd besloten dat de demo-versie de uiteindelijke versie van het nummer werd.
Het nummer verwerft niet zo grote bekendheid en bleef in Nederland ook steken in de Tipparade. 
In Mexico en Zuid-Amerika was het nummer "Tryanna Finda Way" de vierde single.